# Montse Cortés
Montserrat Cortés Fernández (Barcelona, 1972) és una cantaora gitana de flamenc, coneguda artísticament com Montse Cortés.
Va créixer al barri de La Mina de Sant Adrià de Besòs. Va començar cantant en els tablaos barcelonins acompanyant el ball. Així va ser com el coreògraf Antonio Canales la va descobrir i la va incorporar a la seva companyia, on va romandre cinc anys abans de decidir-se a gravar el seu primer disc en solitari, Alabanza (2000), amb el qual va ser nominada als Premis Grammy Latino.
Entre altres, ha compartit escenari amb La Paquera de Jerez, ha cantat per a bailaores com Sara Baras, Juan de Juan o Joaquín Cortés, i ha acompanyat al gran guitarrista Paco de Lucía.

## Discografia
- Alabanza (Sony, 2000)
- La rosa blanca (Sony BMG, 2004)[3]
- Flamencas en la sombra (Universal, 2014)

## Col·laboracions
- Suena flamenco (1998) de Miguel Poveda
- De la zambra al duende (1999) de Juan Habichuela
- Joaquín Cortés Live at the Royal Albert Hall (2003)
- Cositas buenas de Paco de Lucía (2004/)
- Neruda en el corazón (2004)
- Casa Limón (2005)
- B.S.O. La leyenda del tiempo (2006)
- Tinta roja (2006) amb Andrés Calamaro
- El tío Moncho. El arte del bolero (2007)
- Leyenda andaluza (2008) amb Danza Fuego
- El Día Que Me Quieras amb Andrés Calamaro
- Esencial Diego el Cigala (2016): Sol y Luna